# 駐日フランス大使館
駐日フランス大使館（ざいにちフランスたいしかん、フランス語: Ambassade de France au Japon）は、フランスが日本に設置している大使館である。なお、日本国外務省は駐日フランス大使館と表記しているが、フランス外務省所管の当大使館は在日フランス大使館という表記を用いている。

## 所在地
- 住所: 東京都港区南麻布四丁目11番44号
- アクセス: 東京メトロ日比谷線広尾駅

## 駐日フランス大使
2020年11月27日よりフィリップ・セトンが特命全権大使を務めている。

## ギャラリー

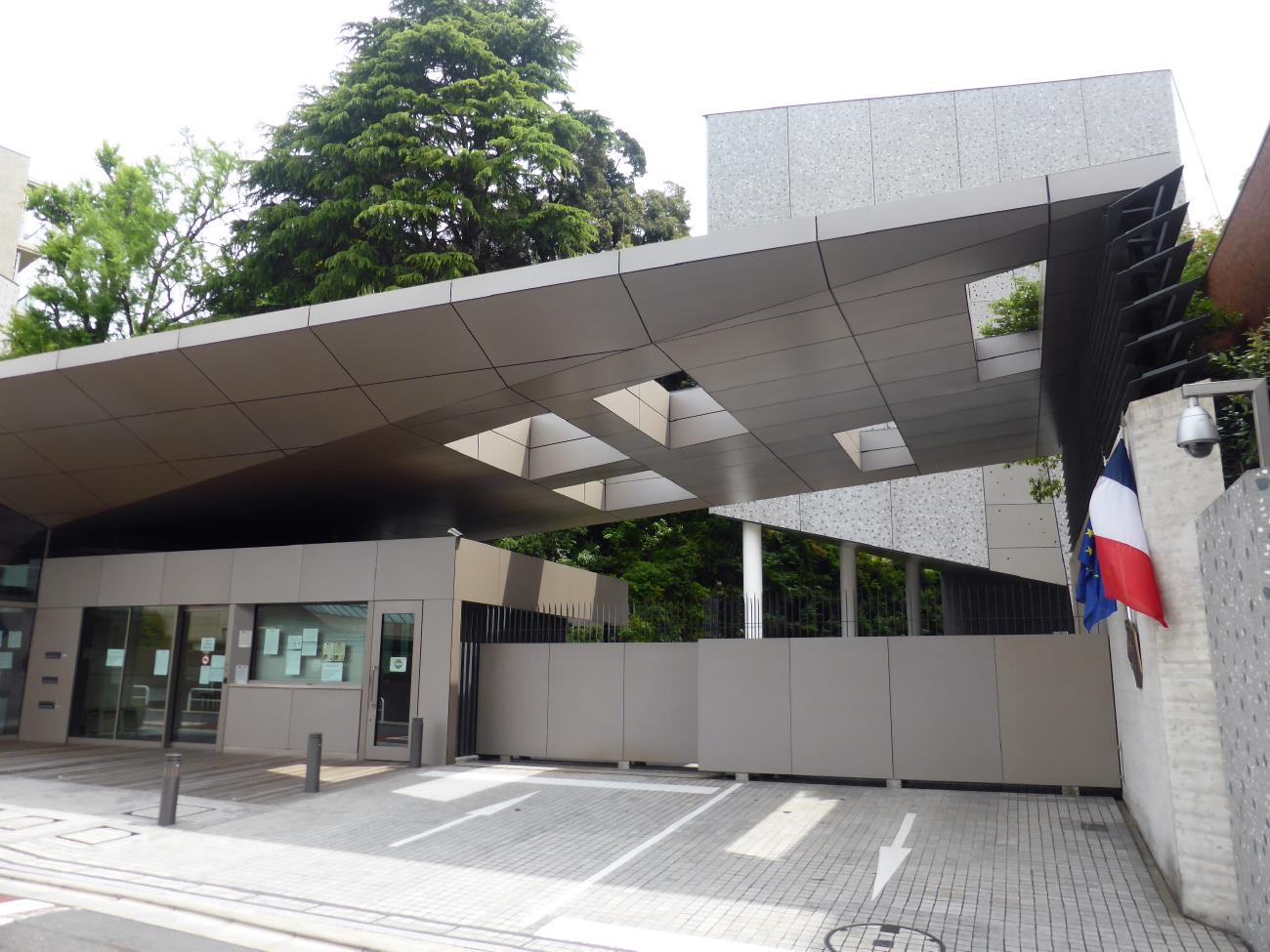
フランス大使館正面玄関
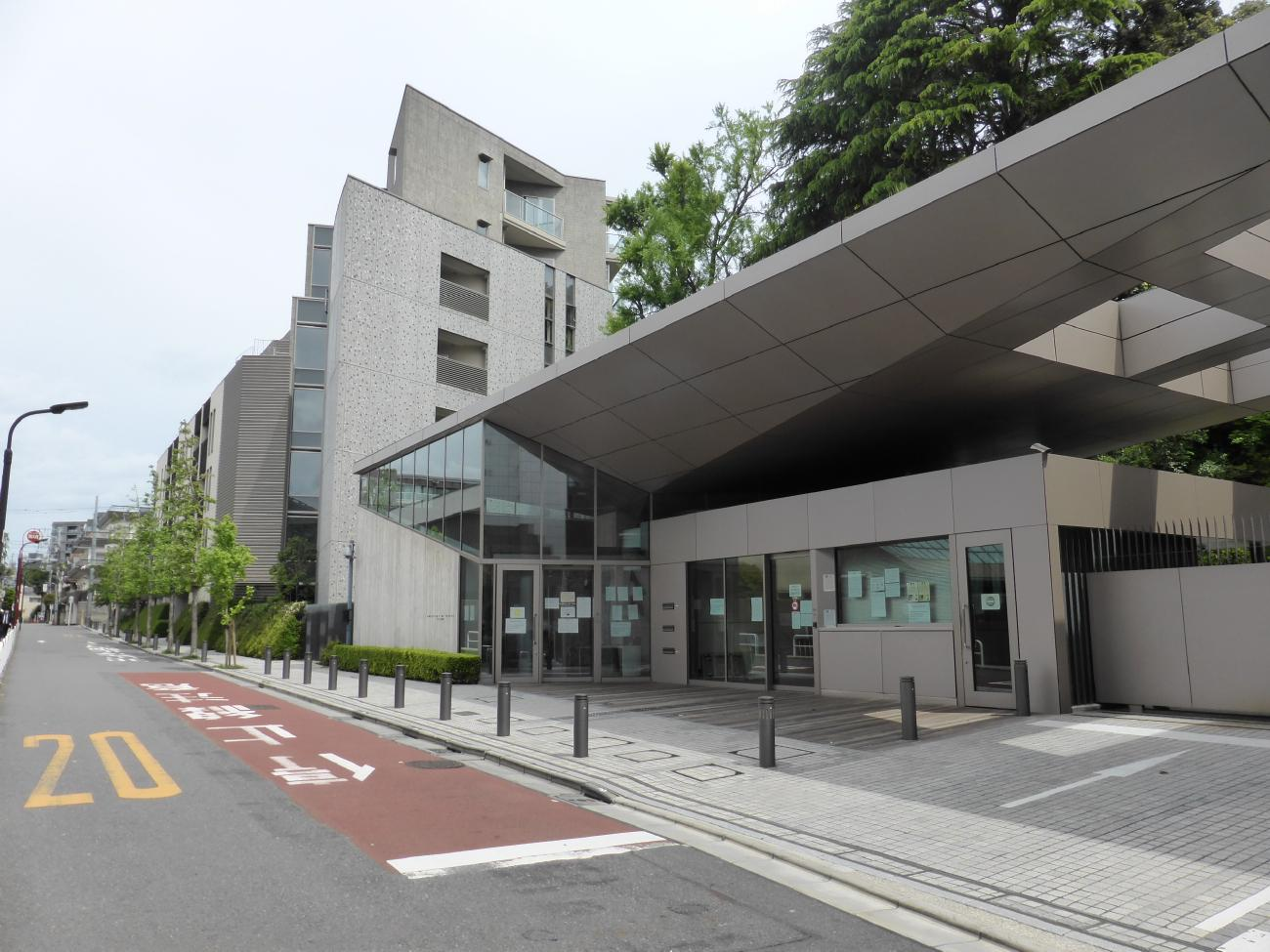
フランス大使館正面玄関
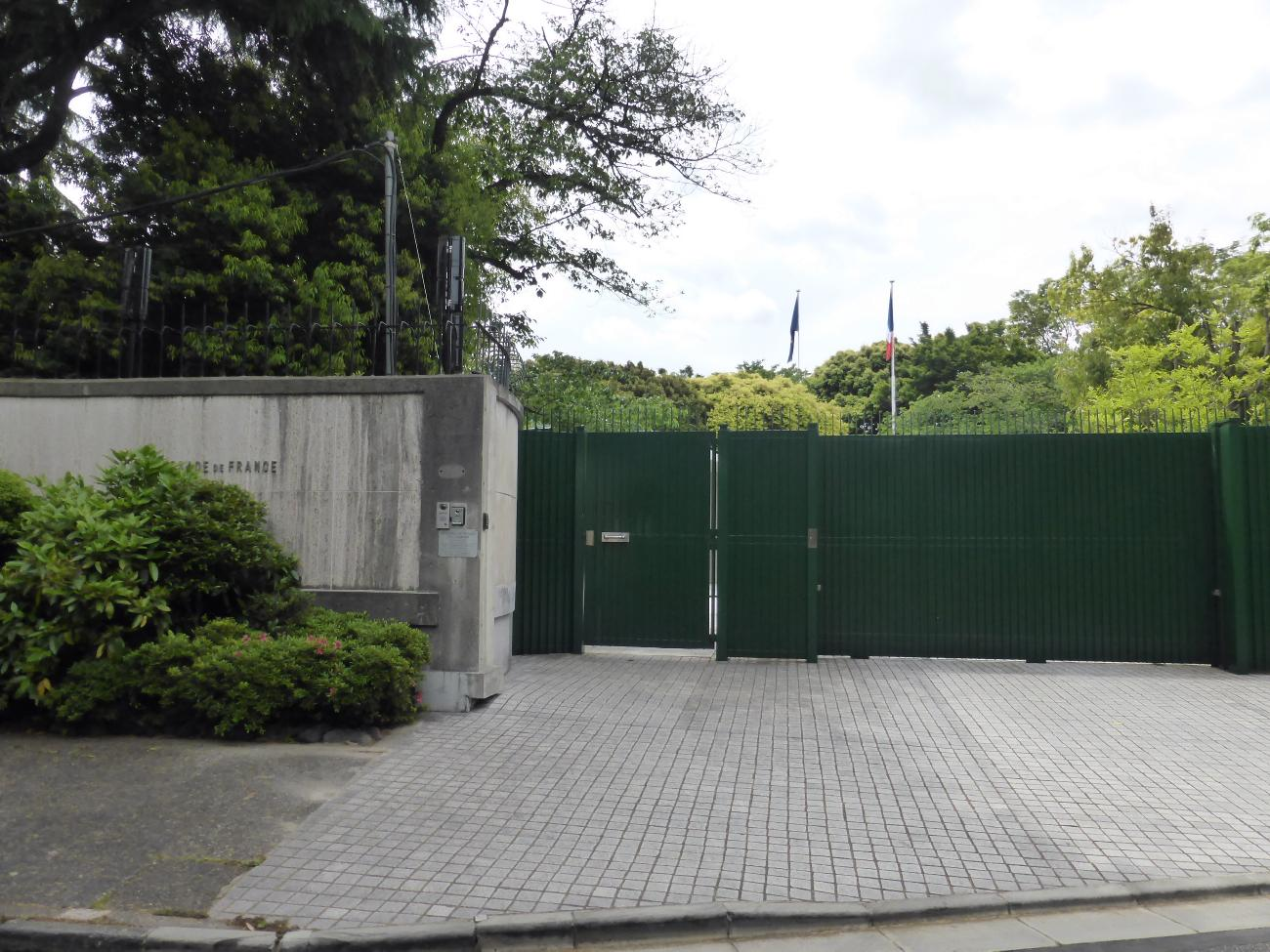
フランス大使公邸入口

## 領事館
京都市左京区に在京都フランス総領事館がある。また下記の都市に名誉領事がいる。
東京管轄
- 札幌市
- 仙台市
- 新潟市

京都管轄
- 名古屋市
- 広島市
- 福岡市
- 長崎市
- 那覇市